# Xananas
Xananas è un singolo della cantante e rapper Myss Keta estratto dall’EP Carpaccio ghiacciato il 16 giugno 2017.

## Video musicale
Il videoclip del brano, diretto da Simone Rovellini e girato presso la Terrazza Mascagni di Livorno e le Spiagge Bianche di Rosignano Solvay, vede protagoniste Myss Keta con alcune delle sue collaboratrici (le "ragazze di Porta Venezia").

## Tracce
1. Xananas – 3:53

## Remix
Il 22 gennaio 2018 è stato pubblicato un remix ufficiale del brano intitolato Xananas 80, che vede la partecipazione dei produttori Populous e Riva ed è caratterizzato da sonorità anni ottanta.